# Albert von Meissen
Albert von Meissen, także Albertus de Misna, Mysna (urodz.?, zm. po 1304) – komtur królewiecki w latach 1283–1288.

## Życiorys
Albert wywodził się z rodu burgrabiów von Werben związanych z Miśnią.
Albert von Meissen do Prus przybył około roku 1274.
Całą swoją karierę w zakonie krzyżackim związał z królewieckim konwentem. Na początku jako zwykły brat, później od roku 1283 przez 5 lat jako komtur. Po roku 1288 znowu jako szeregowy członek zakonu.